# Marcy Harriell
Marcy Harriell est une actrice et chanteuse américaine.

## Biographie
Native du New Jersey, Marcy Harriell a commencé à pratiquer le chant au lycée. Elle a étudié au conservatoire de Boston et à l'université Carnegie-Mellon. Elle a essentiellement joué dans des comédies musicales à Broadway et off-Broadway. Elle a ainsi interprété les rôles de Maria dans West Side Story en 1996, de Mimi dans Rent de 1997 à 1999 en remplacement de Daphne Rubin-Vega et de Vanessa dans In the Heights de 2008 à 2011 en remplacement de Karen Olivo. Elle a aussi interprété quelques rôles pour la télévision et le cinéma, notamment dans les séries télévisées Ed (2003-2004) et Nurse Jackie (2013), et le film Boulevard de la mort (2007).

## Filmographie

### Cinéma
- 2007 : Boulevard de la mort : Marcy
- 2019 : Men in Black International : la mère de Molly

### Télévision
- 1997 : New York, police judiciaire (série télévisée, saison 8 épisode 8) : Josette Vega
- 2003-2004 : Ed (série télévisée, 8 épisodes) : Jennifer Young
- 2003-2007 : Queens Supreme (en) (série télévisée, 13 épisodes) : Carmen Hui
- 2007 : NCIS : Enquêtes spéciales (série télévisée, saison 4 épisodes 23 et 24) : Carly Marcano
- 2011 : Royal Pains (série télévisée, saison 3 épisode 7) : Betty
- 2013 : Nurse Jackie (série télévisée, 6 épisodes) : Marta
- 2015 : Elementary (série télévisée, saison 3 épisode 20) : Yolanda Massee